# Слотино (Московская область)
Слотино — деревня в Сергиево-Посадском районе Московской области России, входит в состав сельского поселения Березняковское.

## Население
| 1859 | 1886 | 1895 | 1905 | 1926 | 2002 | 2006 | 2010 |
| ---- | ---- | ---- | ---- | ---- | ---- | ---- | ---- |
| 267  | ↘205 | ↘200 | ↗208 | ↗249 | ↘14  | ↘9   | ↘3   |

## География
Деревня Слотино расположена на севере Московской области, в юго-восточной части Сергиево-Посадского района, примерно в 62 км к северу от Московской кольцевой автодороги и 15 км к востоку от одноимённой станции Ярославского направления Московской железной дороги в Сергиевом Посаде.
В 1,5 км юго-западнее деревни проходит Московское большое кольцо А108, в 8 км к западу — Ярославское шоссе М8, в 14 км к северу — автодорога Р75 Александров — Владимир.
К деревне приписано садоводческое товарищество (СНТ). Ближайшие сельские населённые пункты — деревни Бобошино, Воронино, Малинники и Марино.

## История

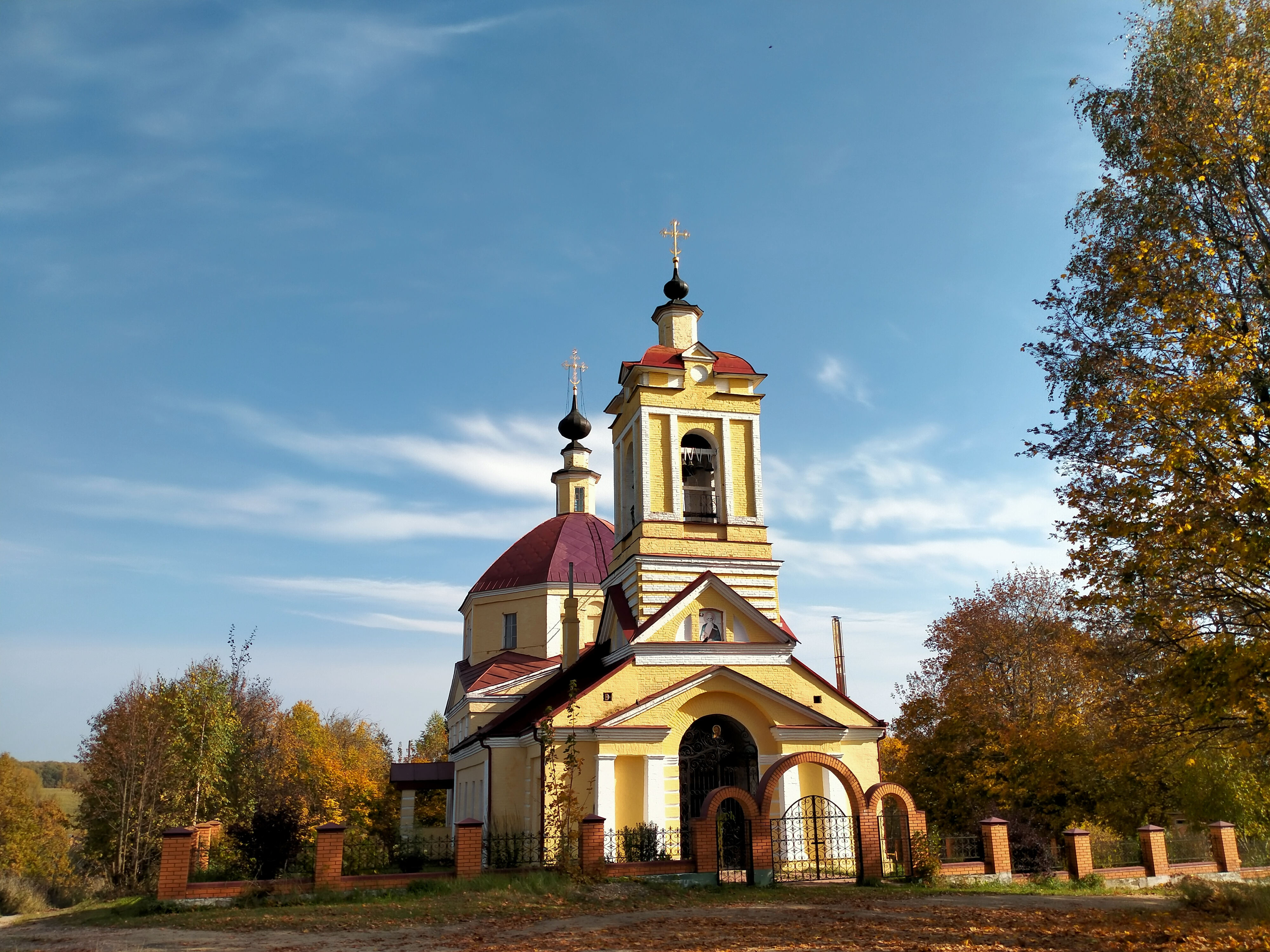
Церковь Иоанна Богослова в с. Слотино

Село Слотино волости «Кинелы» известно с XV века. Во времена Ивана Грозного здесь останавливались святители и вельможи, следовавшие в Александрову слободу с прошением к царю о его возвращении после первого выезда из столицы. По мнению исследователей в Слотине по велению Ивана IV был казнён князь Владимир Андреевич Старицкий.
Изначально являлось дворцовым селом с находящимся в нём дворцом для приезда Государей, в котором по пути в город Александров останавливалась Императрица Екатерина II.
В начале XVII века в селе уже существовала деревянная церковь, вместо которой в 1822 году был выстроен каменный храм типа восьмерик на четверике с престолами во имя святого Иоанна Богослова, в честь Казанской иконы Божией Матери и преподобного Сергия Радонежского.
В 1961 году Богословская церковь была закрыта, в 1992 году возвращена верующим и отремонтирована. Является объектом культурного наследия России, как памятник архитектуры регионального значения.
В «Списке населённых мест» 1862 года Слотино — село государевых волостей 1-го стана Александровского уезда Владимирской губернии на Троицком торговом тракте из города Алексадрова в Сергиевский посад Московской губернии, в 25 верстах от уездного города и становой квартиры, при ручье Жуковском, с 39 дворами, православной церковью и 267 жителями (118 мужчин, 149 женщин).
В 1892 году в Слотине была открыта школа грамоты.
По данным на 1895 год — село Ботовской волости Александровского уезда с 200 жителями (95 мужчин, 105 женщин). Основными промыслами населения являлись хлебопашество, выработка бумажных тканей и размотка шёлка, 11 человек уезжали в качестве прислуги на отхожий промысел.
По материалам Всесоюзной переписи населения 1926 года — село Воронинского сельсовета Шараповской волости Сергиевского уезда Московской губернии в 16 км от местного шоссе и 18,1 км от станции Сергиево Северной железной дороги; проживало 249 человек (116 мужчин, 133 женщины), насчитывалось 52 хозяйства (50 крестьянских).
С 1929 года — населённый пункт Московской области в составе:
- Сменовского сельсовета Сергиевского района (1929—1930)[17],
- Сменовского сельсовета Загорского района (1930—1939)[18],
- Березняковского сельсовета Загорского района (1939—1963, 1965—1991)[18][19][20],
- Березняковского сельсовета Мытищинского укрупнённого сельского района (1963—1965)[19],
- Березняковского сельсовета Сергиево-Посадского района (1991—1994)[20],
- Березняковского сельского округа Сергиево-Посадского района (1994—2006)[21],
- сельского поселения Березняковское Сергиево-Посадского района (2006 — н. в.)[22][23].